# Маргаретвил (Њујорк)
Маргаретвил (енгл. Margaretville) град је у америчкој савезној држави Њујорк.

## Демографија
По попису из 2010. године број становника је 596, што је 47 (-7,3%) становника мање него 2000. године.
| Група             | 2000.       | 2010.       |
| Белци             | 625 (97,2%) | 539 (90,4%) |
| Афроамериканци    | 3 (0,5%)    | 5 (0,8%)    |
| Азијати           | 5 (0,8%)    | 28 (4,7%)   |
| Хиспаноамериканци | 6 (0,9%)    | 17 (2,9%)   |
| Укупно            | 643         | 596         |